# Georg Goess-Kaserne

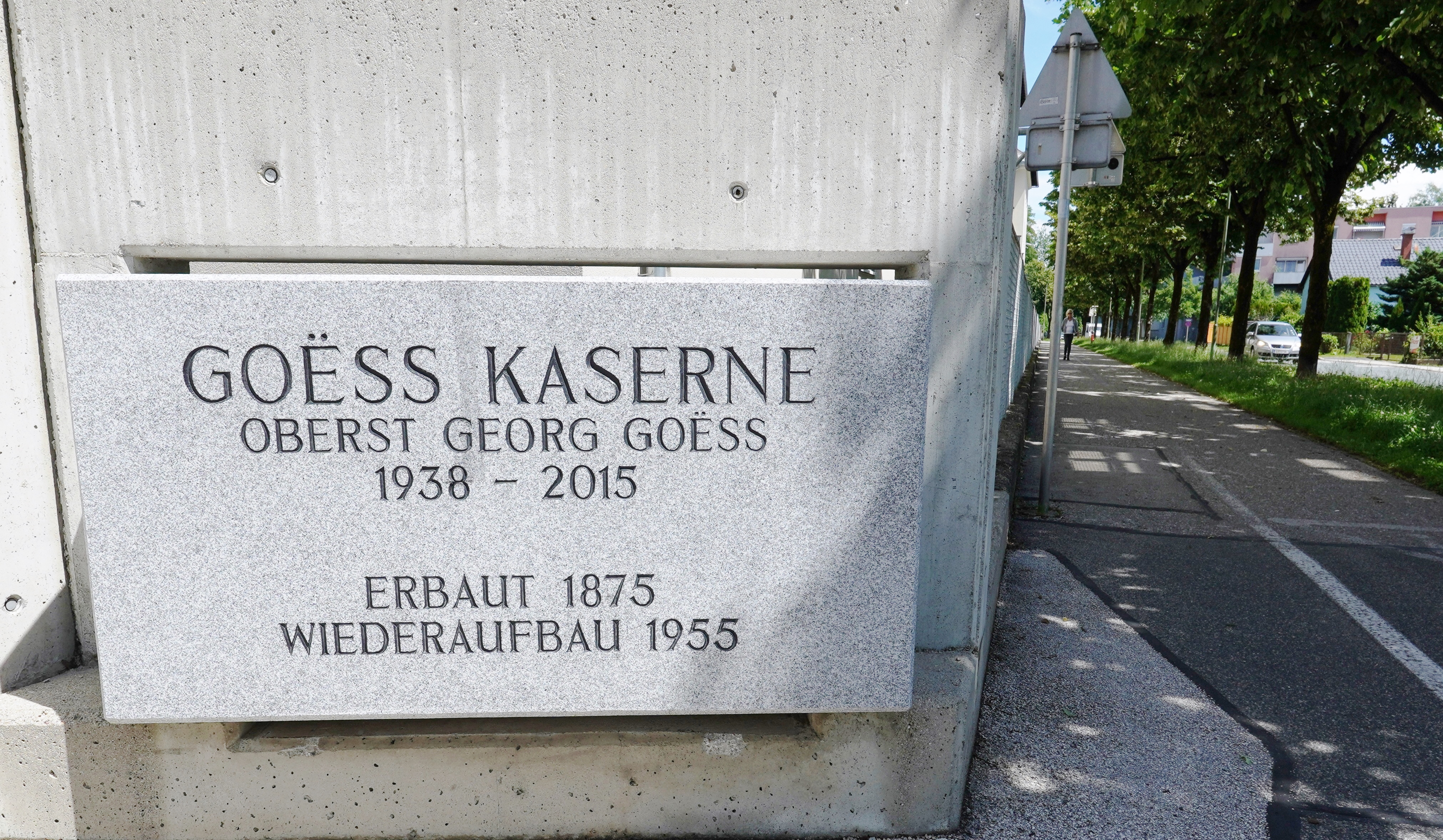
Georg Goess-Kaserne, vormals Windisch Kaserne (bis 2023), Klagenfurt, Kärnten, Österreich, EU

Die Georg Goess-Kaserne (bis 2023: Windisch-Kaserne) ist eine Kaserne des österreichischen Bundesheeres in Klagenfurt am Wörthersee in Kärnten. Die Kaserne ist nach dem ehemaligen Bundesheer-Offizier Oberst Georg Goëss benannt.
Aktuell ist das Stabsbataillon 7 der 7. Jägerbrigade sowie die Stellungskommission für Kärnten in der Kaserne stationiert.

## Lage

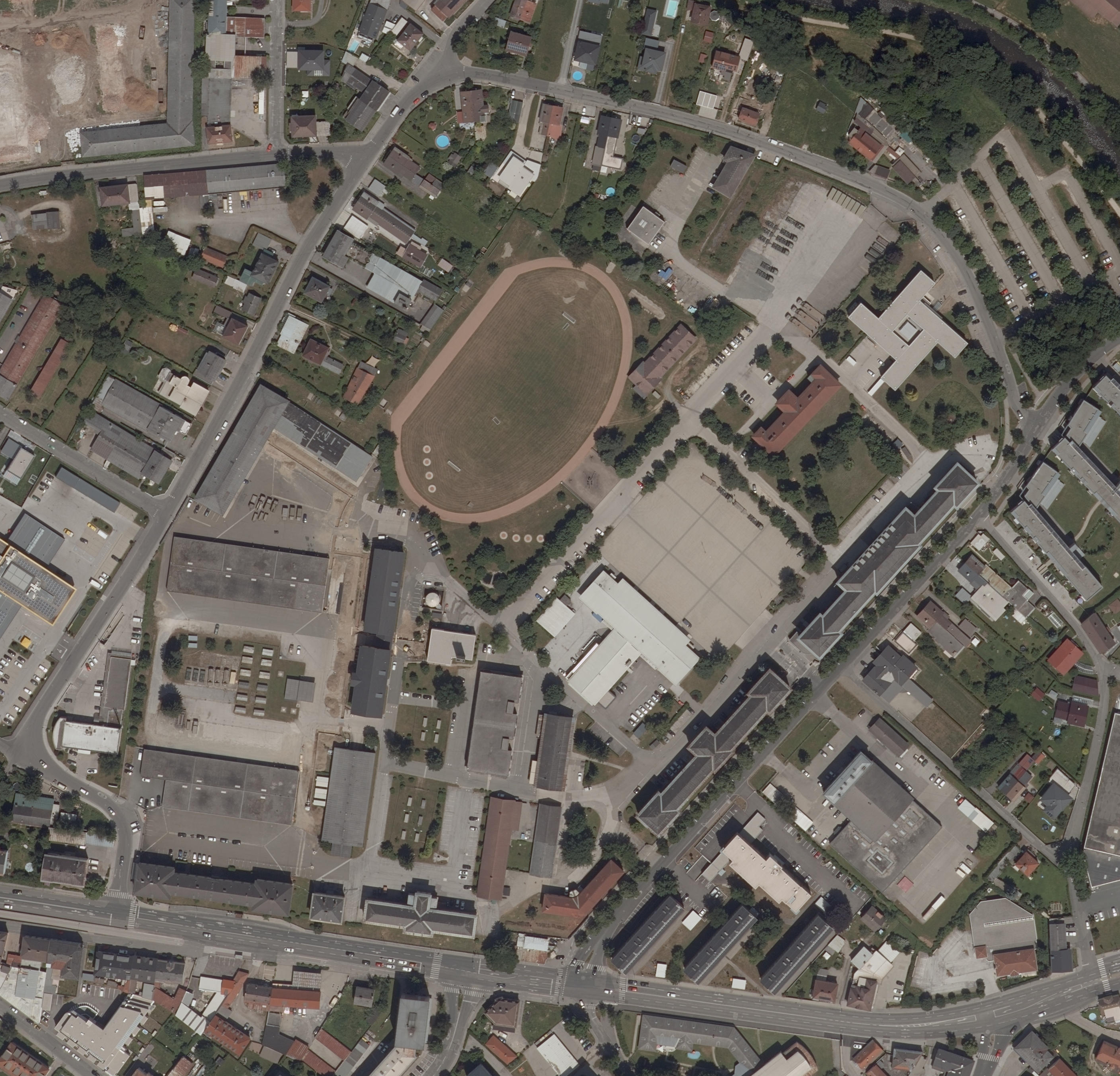
Luftbild der Windisch-Kaserne

Die Kaserne befindet sich im 6. Bezirk von Klagenfurt (Völkermarkter Vorstadt) nordöstlich des Klagenfurter Ostbahnhofs. Das Kasernenareal wird durch die Packer Straße (B 70) im Süden, durch die Alois-Schader-Straße im Westen, durch die Welzenegger Zeile im Norden und durch die Rosenbergstraße im Osten begrenzt. Im Norden, im Bereich der Straßenkreuzung von Alois-Schader-Straße und Welzenegger Zeile grenzt die Kaserne an eine Gruppe Wohnhäuser.

Der Haupteingang der Kaserne befindet sich in der Rosenbergstraße. Der Eingang zur Stellungskommission befindet sich jedoch in der Welzenegger Zeile.

## Geschichte

### Bis 1945
Die Kaserne wurde in den Jahren 1873 bis 1875 erbaut und als „Artillerie-Kaserne“ bezeichnet. Der Bau der Kaserne wurde nach der Einführung der allgemeinen Wehrpflicht in Österreich-Ungarn 1868 notwendig, da aufgrund der bis 1918 bestehenden Naturalbequartierungspflicht die Beistellung eines Wohnbereiches zur Benützung zur Verfügung gestellt werden musste.
Um 1900 erweiterte die Stadt Klagenfurt die Kaserne im Osten entlang der Rosenbergstraße um eine Landwehrkaserne. Das Areal wurde bis 1918 daher auch als „Landwehr-Kaserne“ bezeichnet.
1927 wurde ein Teil der Kaserne durch die Stadt Klagenfurt an die Radio-Verkehrs-AG vermietet, welche am Gelände der Kaserne einen Mittelwellensender aufstellte. Der erst 1957 abgetragene Sender übertrug das Mittelwellenprogramm des Studios Klagenfurt.
1938 wurde die Kaserne nach dem Anschluss Österreichs an das nationalsozialistische Deutsche Reich die Kaserne durch die Wehrmacht übernommen und in „Jäger-Kaserne“ umbenannt. Anders als andere Kasernen, welche kurz nach dem Ende des Zweiten Weltkrieges umbenannt wurden, behielt diese Kaserne ihren Namen bis 1967.

### Ab 1945
Nach dem Ende des Zweiten Weltkrieges wurde die Kaserne von britischen Besatzungstruppen verwendet.
1951 wurde die noch immer im Besitz der Stadt Klagenfurt befindliche Jäger-Kaserne gegen die Jesuiten-Kaserne und die Reiter-Kaserne eingetauscht, welche sich bereits im Besitz der Republik Österreich befanden. 1960 wurde ein noch unbebauter Teil der Kaserne durch die Stadt käuflich erworben.
Ab den 1960er Jahren wurde die Kaserne in mehreren Schritten fortlaufend ausgebaut. So wurde ein neues Wirtschaftsgebäude (1964), mehrere Garagen (1969) und eine Werkstätte (1977) errichtet. Mitte der 1970er Jahre wurde im nordöstlichen Bereich des Areals das Gebäude der Stellungskommission errichtet.
1967 wurde die Kaserne nach Generalmajor Alois Windisch in „Windisch-Kaserne“ umbenannt und trug diesen Namen von 1967 bis 2023.
In den späten 2000er Jahren wurde bis 2010 ein Unterkunftsblock auf Basis des Konzepts „Kaserne 2020“ generalsaniert. Das Konzept sah unter anderem vor, die Mannschaftsunterkünfte in kleinere Zimmer für jeweils weniger Soldaten zu belegen. Diese verkleinerten Unterkünfte sollten darüber hinaus nicht mehr über eine einzelne große Gemeinschaftsdusche und -WC verfügen, sondern pro Unterkunft einen eigenen Nassraum bereitstellen.

### Benennung nach GM Alois Windisch und Umbenennung 2023
Im Oktober 2022 wurde bekannt, dass die Windisch-Kaserne im Verlauf des Jahres 2023 umbenannt werden soll, da Alois Windisch ein verurteilter Kriegsverbrecher sei. In einer Entschließung des Nationalrates vom 13. Oktober 2022 wurde das Bundesministerin für Landesverteidigung aufgefordert „bis Ende des Jahres“ (2022) Vorschläge zu erarbeiten und diese der militärhistorischen Denkmalkommission zu präsentieren. Dem Vorsitzenden der militärhistorischen Denkmalkommission Dieter A. Binder zufolge hat der Namensgeber der Kaserne, als ehemaliger Generalmajor der Wehrmacht in seiner Zeit als Offizier bei Einsätzen im Raum Jugoslawien Kriegsverbrechen angeordnet, für welche er letztendlich auch durch jugoslawische Gerichte verurteilt wurde.
Dass die Kaserne nach dem verurteilten und erst 1952 nach Interventionen aus jugoslawischer Gefangenschaft entlassenen Kriegsverbrecher benannt wurde, sei laut Universitätsprofessor Binder der Zeit der Benennung geschuldet gewesen: Mitte der 1960er Jahre wäre das Bundesheer noch stark von Männern geprägt gewesen, welche noch in der Wehrmacht gedient und das Vorgehen von Alois Windisch daher anders beurteilt haben. Als möglicher neue Namenspatron der Kaserne wurden unter anderem der erste Verteidigungsminister der Zweiten Republik, Ferdinand Graf und der Deserteur der deutschen Wehrmacht, Richard Wadani ins Spiel gebracht.
Die Umbenennung wurde allerdings nicht nur positiv aufgenommen. Der Militärhistoriker und Betreiber des Bunkermuseums am Wurzenpass, Andreas Scherer meinte zur Umbenennung, dass sich Windisch nachweislich nur widerwillig der Wehrmacht angeschlossen hat und sogar das NS-Regime ablehnte. Dazu gebe weiters keine Beweise, dass er die ihm vorgeworfenen Kriegsverbrechen auch tatsächlich begangen hat.
Am 18. April 2023 wurde bekannt, dass die Klagenfurter Kaserne nach Oberst Georg Goëss († 2015) benannt wird, welcher von 1988 bis 1996 Kommandant der 7. Jägerbrigade und Mitglied des 7er-Bundes war. Am 5. Oktober 2023 fand der Festakt zur Umbenennung der Windisch-Kaserne in Georg Goëss-Kaserne in Beisein von Verteidigungsministerin Klaudia Tanner statt.